# Wasserturm Herzberg (Elster)

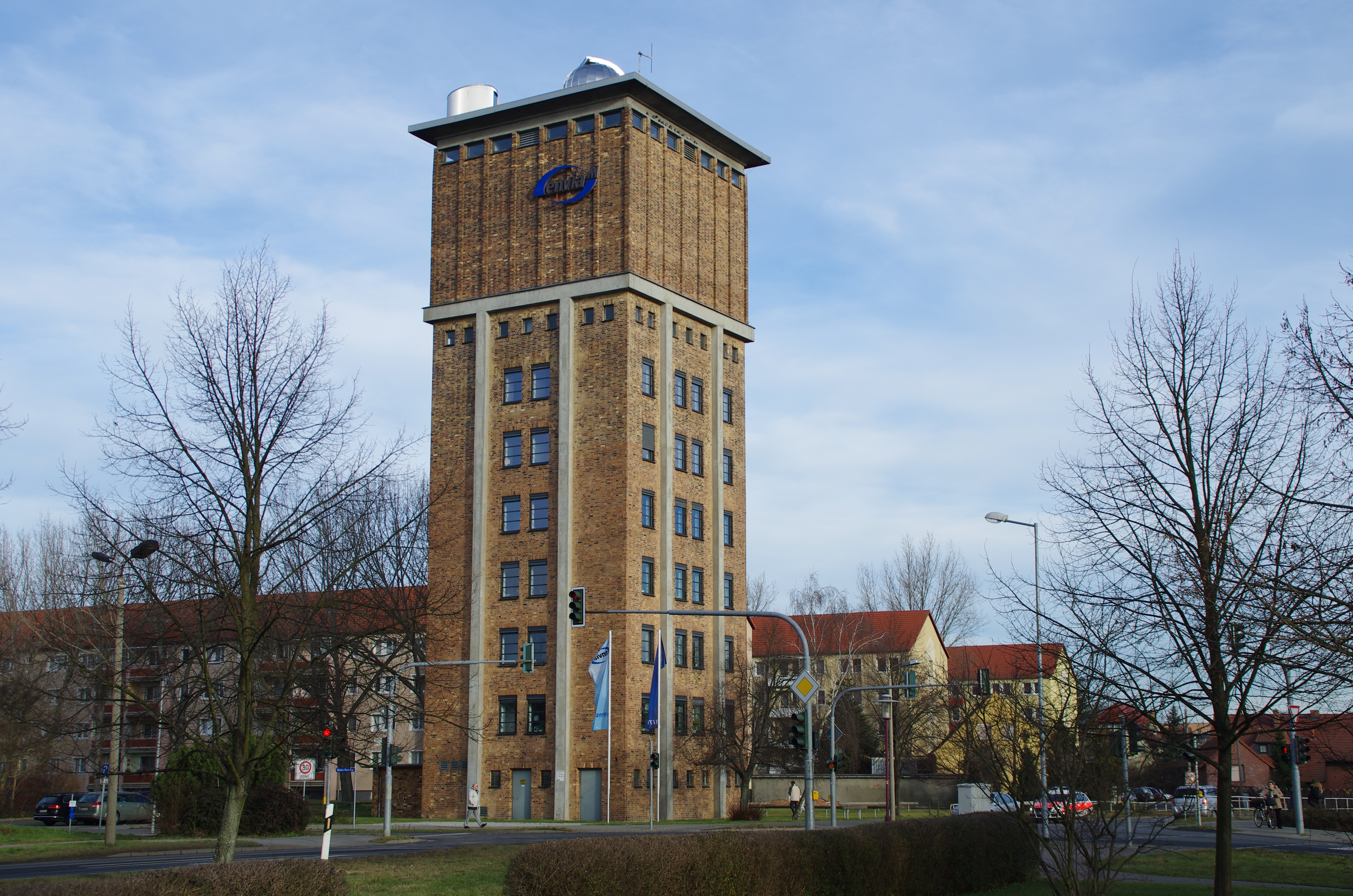
Der Herzberger Wasserturm am Wilhelm-Pieck-Ring (2013)

Der Wasserturm ist ein Baudenkmal in der Kreisstadt Herzberg (Elster) im südbrandenburgischen Landkreis Elbe-Elster.
Hier ist er am Wilhelm-Pieck-Ring zu finden. Im örtlichen Denkmalverzeichnis ist er unter der Erfassungsnummer 09135188 verzeichnet.

## Beschreibung und Geschichte

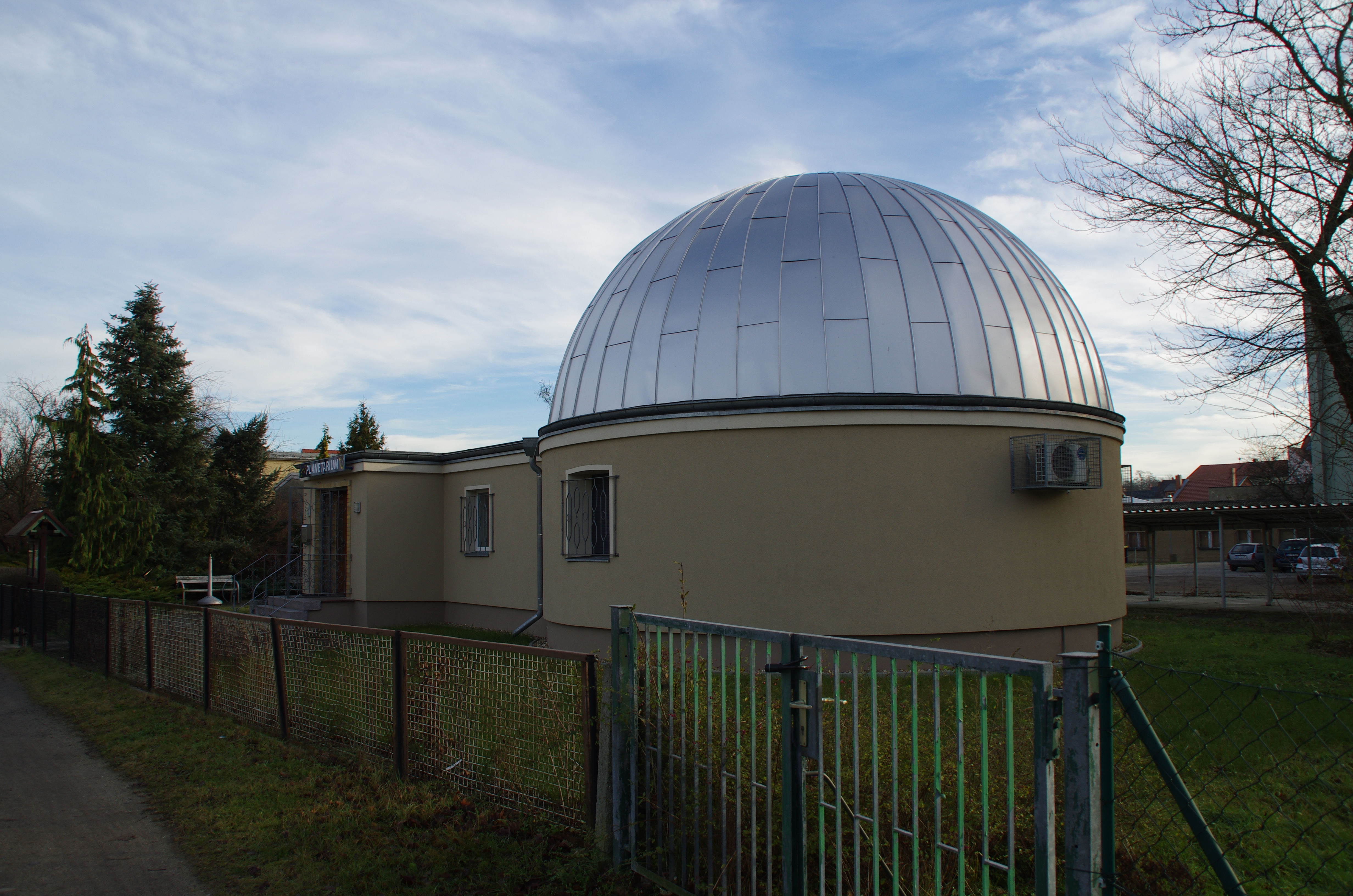
Planetarium Herzberg (2013)

Der Herzberger Wasserturm wurde in der Zeit von 1959 bis 1960 errichtet. Bei dem 37 Meter hohen Gebäude handelt es sich um eine quadratische siebenstöckige Stahlskelettkonstruktion mit Ziegelwänden. Dabei befinden sich der Wasserbehälter im Turmkopf und in den restlichen Etagen Büroräume.
Seit seiner Errichtung ist das Gebäude auf dem Dach mit einer Sternwarte ausgestattet, deren Kuppel einen Durchmesser von drei Metern aufweist und hauptsächlich zu Unterrichtszwecken der nahegelegenen Schule dienen sollte, heute Grund- und Gesamtschule „Johannes Clajus“. Diese Kuppel verfügt über einen hydraulischen Antrieb und ist mit einer Sehschlitznachführung ausgerüstet. Ausgestattet ist die Einrichtung in der Gegenwart mit einem 12-Zoll-Schmidt-Cassegrain-Teleskop LX200 des Herstellers Meade, was es den Nutzern ermöglicht anvisierte Sterne bis zu einer Größenklasse von 14,5 mag zu beobachten.
Genutzt wird es heute unter anderem vom Verein „Herzberger Sternfreunde e.V.“, welcher außerdem das nahe gelegene im Jahre 1965 in Betrieb genommene Herzberger Planetarium nutzt und in beiden Einrichtungen regelmäßig die verschiedensten Veranstaltungen anbietet.